# Улица Щорса (Владикавказ)
Улица Що́рса — улица во Владикавказа, Северная Осетия, Россия. Находится в Затеречном и Северо-Западном муниципальных округах между улицами Барбашова и Зои Космодемьянской. Начинается от улицы Барбашова.
Улица Щорса пересекается с улицами Таутиева, Островского, Зелёной, Генерала Мамсурова, Кольбуса, Бритаева, Калинина, Дигорской и Малиева.
На улице Щорса начинается переулок Карджинский и заканчивается улица Весёлая.
Названа именем села героя Гражданской войны Николая Щорса.
Улица сформировалась в довоенное время. Впервые отмечена под современным наименованием на плане города Орджоникидзе от 1943 года.